# دلار هاوایی
دلار هاوایی (به انگلیسی: Hawaiian dollar) (به زبان بومی: dala) یکای پول رایج در هاوایی است.